# Tramvajová doprava v Kolomně

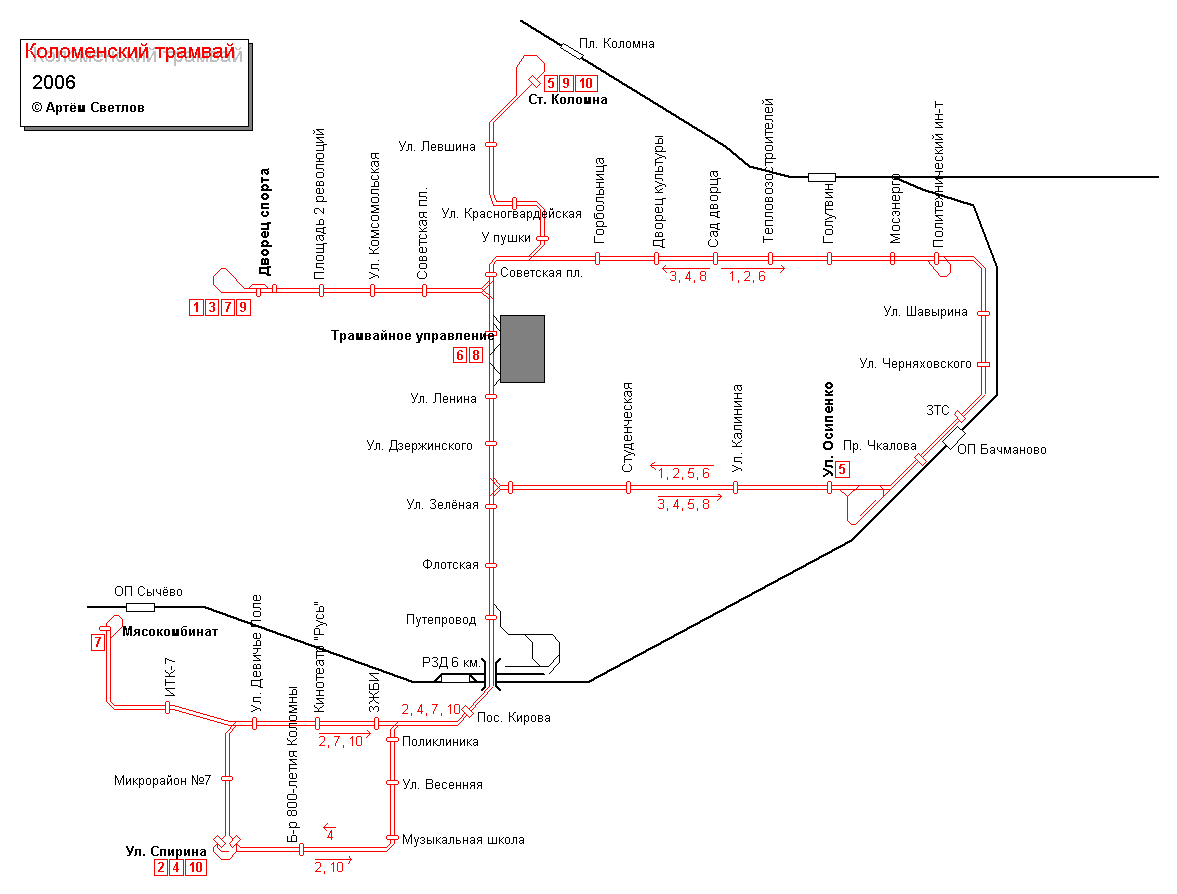
Mapa sítě (rusky)

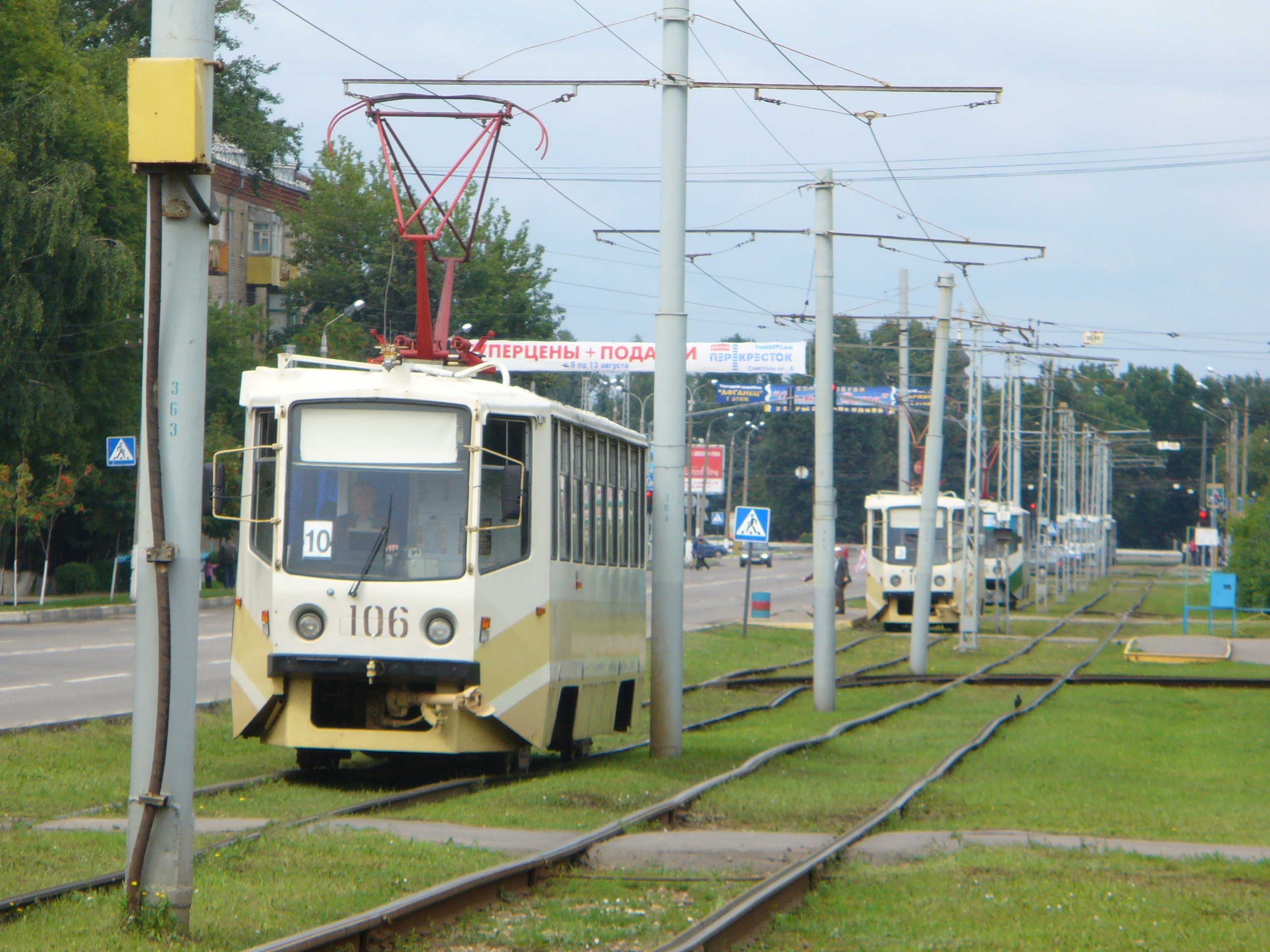
Tramvaje typu KTM-8 na trati v Kolomně

Kolomna, město v ruské Moskevské oblasti, s celkem 161 100 obyvateli, je od roku 1948 obsluhováno tramvajovou sítí. Délka tramvajových tratí v současnosti dosahuje přibližně 40 km.

## Historie
V roce 1940 se začala ve městě budovat trolejbusová síť, která byla v létě 1941 prakticky před dokončením. Trolejbusy na ni však již dodány nebyly, vzhledem k postupující válce zůstalo tak několik let jen torzo trolejbusové sítě. Po konci války roku 1945 bylo nakonec rozhodnuto zřídit dopravu tramvajovou a koncept trolejbusové opustit. 
Se stavbou se začalo roku 1946 a 5. listopadu 1948 se slavnostně rozjely první tramvaje na úseku mezi dnešním Palácem sportu a stanicí Golutvin (jednalo se o severní část dnešní sítě). Dnešní vozovna však ještě tehdy dobudována nebyla; slouží teprve od roku 1951. Do provozu byly nasazeny tramvaje typu KP vyrobené v Moskvě. Později, když přibyly nové úseky, se objevily i další a modernější typy, jako například KM, též z ruské metropole. V roce 1955 byly od rižského výrobce Rīgas Vagonbūves Rūpnīca dodány tramvaje typu MTV-82.
K prodlužování docházelo pak v letech 1954 (k dnešnímu Politechničeskému institutu) a 1956 (do zastávky ZTS'). O další dva roky později byla dobudována i jižní část dnešního okruhu, nicméně pouze jen jako jednokolejná trať (zdvojkolejněna o další dva roky později). Pro nové úseky byly dovezeny tramvaje původem z Rižského závodu koncepce PCC typu RVZ-6 a později (od roku 1962) též i velmi rozšířené a známé KTM-5. K dalšímu rozšiřování pak došlo až 1. ledna 1971, kdy byla otevřena trať vedoucí na Kirovově prospektu, na jihu města. Další úseky, vedoucí k místnímu masokombinátu vedoucí za hranice Kolomny přibyly v 70. a 80. letech. V srpnu 2002 pak byl otevřen dosud poslední úsek, díky němuž vznikl okruh i v jižní části města. Nejnovějším typem tramvají, jež je dosud v provozu, jsou LVS-97 a LM-99 vyrobené v Petrohradu.

## Vozový park
- KTM-5 (od roku 1962)
- KTM-8 (od roku 1987)
- LVS-97 (od roku 1998)
- LM-99 (od roku 2001)